# Ranunculus minor
Ranunculus minor är en ranunkelväxtart som först beskrevs av L. Liou, och fick sitt nu gällande namn av Wen Tsai Wang. Ranunculus minor ingår i släktet ranunkler, och familjen ranunkelväxter. Inga underarter finns listade i Catalogue of Life.